# Pulveroboletus ravenelii
A Pulveroboletus ravenelii é uma espécie de fungo boleto da família Boletaceae. Descrita como nova para a ciência em 1853, é uma espécie amplamente distribuída conhecida na Ásia, Austrália, América do Norte, América Central e América do Sul. Micorrízica do carvalho, a espécie frutifica no solo de forma isolada, dispersa ou em grupos nos bosques. Os basidiomas têm píleos convexos a planos, amarelados a vermelho-amarronzados, com até 10 cm de diâmetro. Na parte de baixo do píleo, a superfície dos poros é amarela brilhante antes de se tornar amarela suja a marrom acinzentada com o tempo; mancha-se de azul esverdeado e depois de marrom acinzentado após uma lesão. Um véu parcial lanoso e pulverulento permanece como um anel no estipe. Os cogumelos são comestíveis e têm sido usados para tingimento e na medicina tradicional chinesa.

## Taxonomia
A espécie foi descrita pela primeira vez como Boletus ravenelii por Miles Joseph Berkeley e Moses Ashley Curtis em 1853. Os espécimes foram enviados a eles pelo botânico americano Henry William Ravenel, que os coletou na Carolina do Sul. Eles consideraram o boleto "uma espécie esplêndida, intimamente aliada à B. hemichrysus e, como esta, notável pelo véu pulverulento". William Alphonso Murrill transferiu o fungo para o gênero Pulveroboletus em 1909, dando-lhe o nome pelo qual é conhecido hoje.
O epíteto específico homenageia Ravenel.

## Descrição

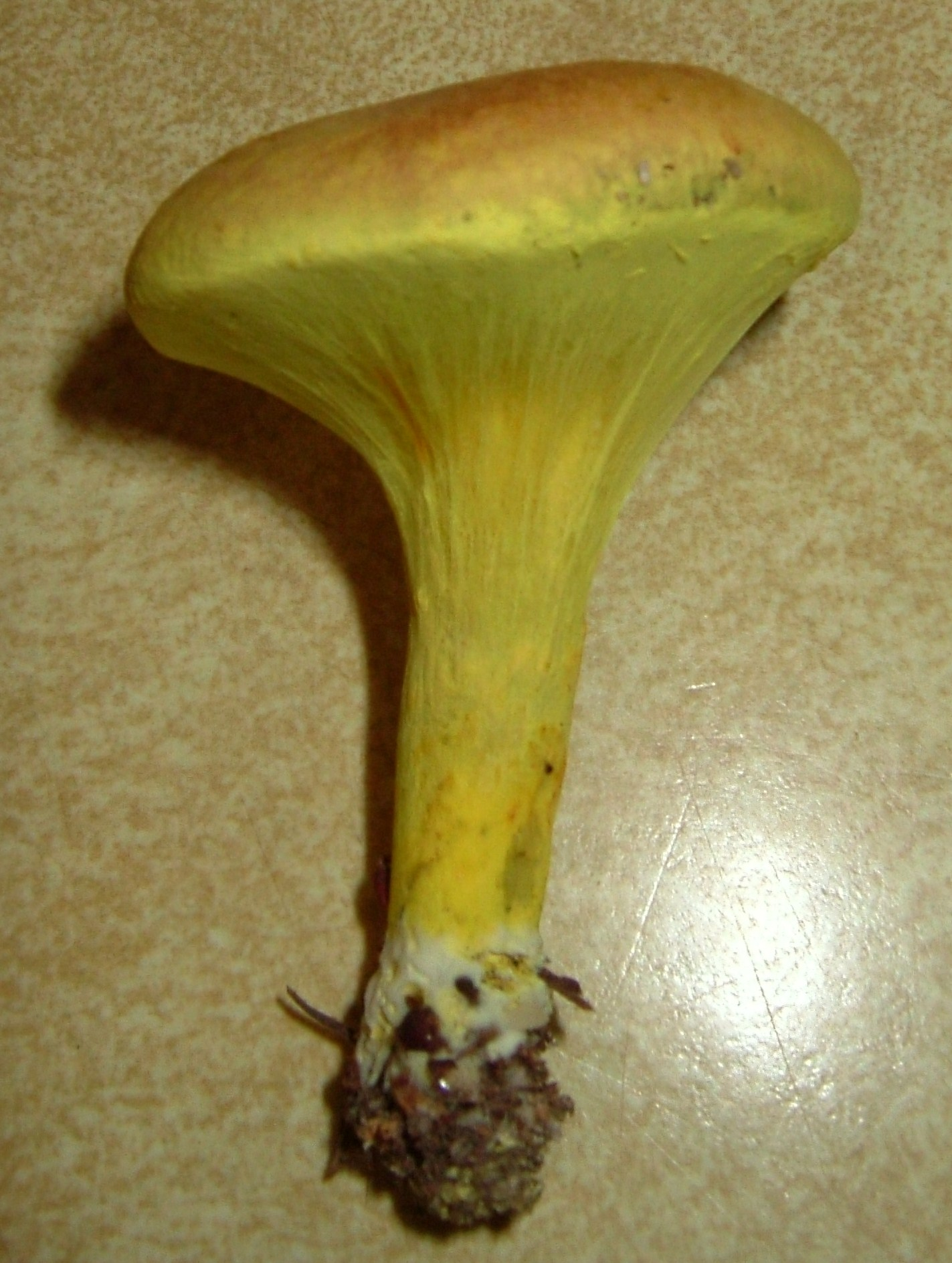
Espécime jovem com um véu parcial intacto.

O píleo é arredondado a convexo antes de se achatar com a maturidade e atinge um diâmetro de 1 a 10 cm. Sua margem é curvada para dentro quando jovem e geralmente tem restos pendentes do véu parcial. A superfície é seca e inicialmente revestida de partículas finas, enquanto mais tarde desenvolve pelos finos ou pequenas escamas que são pressionadas para baixo na superfície; na maturidade, a superfície geralmente desenvolve rachaduras ou rugas finas. A pileipellis é amarelo brilhante, tornando-se mais tarde vermelho-alaranjada a vermelho-amarronzada. A carne é branca a amarelo-claro e, quando cortada, mancha-se lentamente de azul-claro, depois de amarelo-escuro a marrom-claro. Sua carne já foi descrita de várias formas, como indistinta ou com sabor amargo e odor de folhas de nogueira. A superfície dos poros é amarela brilhante antes de se tornar amarela suja a marrom acinzentada com a idade. Mancha-se de azul esverdeado e depois de marrom acinzentado quando é machucada ou ferida. Os poros, que são cerca de 1 a 3 por milímetro, são angulares a quase circulares. Os tubos que compõem a superfície dos poros têm de 5 a 8 cm de profundidade. O estipe amarelo mede de 4,5 a 14,5 cm de comprimento por 0,6 a 1,6 cm de espessura e tem largura aproximadamente igual em toda a extensão ou um pouco mais espessa perto da base. É sólido (não é oco) e, acima do nível da base, a superfície é coberta por pelos minúsculos pressionados contra a superfície. O véu parcial, também amarelo brilhante, é lanoso e pulverulento e permanece como um anel na parte superior do estipe, embora em alguns espécimes ele se funda gradualmente com a superfície do estipe e se torne imperceptível. Um micélio branco é encontrado na base do estipe.
A esporada é cinza-oliva a marrom-oliva. Os esporos são elípticos a ovais, lisos e medem de 8 a 10 por 4 a 5 μm. O tecido hifal no himenóforo é não amiloide e bilateral, o que significa que diverge para baixo a partir da carne em direção à borda do himenóforo e ramifica-se a partir de um único filamento central. Os tubos têm cistídios dispersos nas paredes (pleurocistídios) e abundantes nas bordas (queilocistídios). As hifas na pileipellis são dispostas como um ixotricoderme e geralmente multicelulares, com hifas eretas incorporadas em uma matriz gelatinosa. As fíbulas estão ausentes nas hifas.

## Habitat e distribuição
Os cogumelos de Pulveroboletus ravenelii crescem no solo de forma isolada, dispersa ou em grupos em bosques sob coníferas. Os hospedeiros preferenciais incluem o carvalho, o pinheiro, a tsuga e o rododendro. A frutificação ocorre de julho a outubro. Na América do Norte, a espécie é distribuída do leste do Canadá estendendo-se para o sul até o Golfo do México e para o oeste até o Texas, Michigan e Califórnia. O boleto foi relatado em uma floresta de faia mexicana (Fagus mexicana) em Hidalgo, México, em 2010. Também foi registrado na Costa Rica e na Colômbia. Na Ásia, foi encontrado na Indonésia e na China e também foi registrado no nordeste da Austrália.

## Usos
Os cogumelos Pulveroboletus ravenelii são comestíveis. Eles têm sido usados na medicina tradicional chinesa para tratar dor na região lombar, membros dormentes e como anti-hemorrágico. Os compostos bioativos que foram identificados nos cogumelos incluem pulveravina A, pulveravina B, ácido vulpínico, e pulverolídeo. Os cogumelos também são usados no tingimento para produzir as cores amarelo, dourado, amarelo esverdeado, laranja ou oliva, dependendo do mordente usado.